# Stagno di Notteri
Lo stagno di Notteri è una zona umida situata in prossimità della costa sud-orientale della Sardegna. Appartiene amministrativamente al comune di Villasimius. Tra la fauna locale, degna di nota è la presenza di fenicotteri.